# Мухаммад-Султан Мірза
Мухаммад-Султан Мірза (*1375 — 13 березня 1403) — військовий і державний діяч
Держави Тимуридів.

## Життєпис
Онук чагатайського еміра Тимура. Старший син Джахангіра Мірзи і Севін-беги (онуки Узбек-хана, правителя Золотої Орди). Народився 1375 року. Його батько помер через кілька місяців після його народження.
1386 року супроводжував діда в поході проти Джалаїрського султанату. Після захоплення Багдаду призначається його намісником. Згодом отримав титул багадура. У 1391 році брав участь у військовій кампанії проти Золотої Орди. Спочатку командував частиною розвідувальних загонів, що рухалися перед головними силами. У битві на Кондурчі керував центром.
У 1393 році брав участь у військовому поході проти Музаффаридів у Фарсі. Він разом зі своїм молодшим зведеним братом Пір-Мухаммедом був відправлений через Курдистан, взявши Казвін. Під час походу захопив низку провінцій, а потім приєднався до головних сил Тимура. У битві біля Ширазу проти Шах Мансура Музаффарида керував лівим флангом. Отримав титул мірзи. 1395 року відзначився у кампанії проти Золотої Орди.
Мухаммад Султан знову приєднався до свого діда Тимура у військовій кампанії проти Тохтамиша у 1395 році, супроводжуючи свого діда у другій кампанії проти Золотої Орди. Він очолив правий фланг армії в битві на річці Терек, де в значній мірі сприяв перемозі. В наступні місці підпорядковував племена зихів на Кубані. 1396 року був відправлений проти держави Ормуз, змусивши мулука Мухаммада Шаха визнати зверхність Тимура, сплативши данину.
У 1397 році призначається намісником Фергани. Тимур наказав своєму онуку зміцнити фортеці в цьому регіоні, а також розробити шлях очікуваної військової кампанії проти Могулістану. Мухаммад Султан збудував 2 фортеці: біля Ашапара й на схід від Іссик-Куля. Проте його зведений стриєчний брат Іскандар-Султан Мірза залучив залогу з Ашпара для атаки на Могулістан. Це спричинило сварки між братами. Незабаром Іскандар-Мірза був переведений у Фергану, а Мухаммада Султана було призначено хранителем Самарканду. За цим останній захопив та утримував Іскандер-Султана у столиці. Атабег того та 26 придворних були страчені.
1398 року призначається офіційним спадкоємцем держави. 1399 року стає намісником Турану, а 1401 року — Рею, Фарсу і Тебризу. Протягом 1400—1402 років брав участь у військових кампаніях проти Джалаїрів, мамлюків і Османської імперії. В битві біля Ангори 1402 року керував центром. За цим зайняв ворожу столицю Бурсу, де вдалося захопити частину османської скарбниці і ледве не взято у полон Сулеймана Челебі.
Під час повернення до Кайсері захворів на якусь «хворобу мізків». Помер неподалік міста Афйон. Поховано в гробниці Гур-Емір в Самарканді.